# Сроботник при Великих Лашчах
Сроботник при Великих Лашчах (словен. Srobotnik pri Velikih Laščah) је насељено место у општини Велико Лашче, Средњесловенска регија, Словенија.

## Историја
До територијалне реорганизације у Словенији био је у саставу града Љубљане, односно старе општине Вич–Рудник.

## Становништво
У попису становништва из 2011. године, Сроботник при Великих Лашчах имао је 54 становника.
| Број становника према пописима | Број становника према пописима | Број становника према пописима |
| ------------------------------ | ------------------------------ | ------------------------------ |
| 1991                           | 2002                           | 2011                           |
| 39                             | 49                             | 54                             |

Напомена: До 1953. исказивано под именом Сроботник.